# Allothoracaphis piyananensis
Allothoracaphis piyananensis (лат.) — вид тлей из подсемейства Hormaphidinae (Nipponaphidini). Восточная Азия (Тайвань, Япония). Единственный представитель рода Allothoracaphis.

## Описание
Мелкие насекомые желтовато-коричневого цвета, сдавленные в дорсовентральном направлении. Ассоциированы с растениями рода Дуб (Quercus, Quercus glauca, Quercus morii). Близок к роду тлей Thoracaphis.